# Герб Холопичів
Герб Холопичів затверджений 25 грудня 2003 року сесією Холопичівської сільської ради.

## Опис герба
Герб затверджений з ініціативи сільського голови В. Демидюка. Щит скошений зліва, у верхньому червоному полі срібний лапчастий хрест, у нижньому лазуровому пливе срібний лебідь із червоним дзьобом. Щит обрамований золотим колоссям і увінчаний золотою сільською короною. Автор — І. Хамежук.
Лебідь відображає особливість місцевої фауни та вказує на красу мальовничого озера, що знаходиться на території села. Хрест є історичним символом Волині.